# 高加索黑琴鸡
，是鸡形目雉科的一种鸟类。

## 特征
高加索黑琴鸡体重约813.99克，翼长约197.8毫米，嘴峰长约27.7毫米，喙宽度约11.3毫米，喙厚度约11毫米，跗蹠长约47.3毫米，尾长约166.8毫米。高加索黑琴鸡在其分布区内为留鸟，其栖息在半开放的灌木丛中，食性为草食性，主要食物来源是陆生植物。

## 分布
高加索山脉，土耳其东北部和伊朗西北部。